# Trachelas daubei
Trachelas daubei är en spindelart som beskrevs av Schmidt 1971. Trachelas daubei ingår i släktet Trachelas och familjen flinkspindlar.
Artens utbredningsområde är Ecuador. Inga underarter finns listade i Catalogue of Life.